# Hepzibah Kousbroek
Hepzibah Elisabeth Alexandra Kousbroek (Neuilly-sur-Seine, 15 februari 1954 – Den Haag, 5 maart 2009), was literair vertaalster en schrijfster.

## Biografie
Ze was de dochter van het schrijversechtpaar Ethel Portnoy en Rudy Kousbroek. Ze groeide op in het Parijs van de jaren zestig en woonde vanaf 1970 in Den Haag.
Als kind maakte Hepzibah Kousbroek de illustraties bij haar vaders boek De aaibaarheidsfactor. Toen het boekje uitkwam was ze vijftien, de tekeningen heeft ze gemaakt toen ze tussen vier en zes jaar oud was.
Hepzibah leed aan hepatitis C, een ziekte die door haar sluipend verloop - er zijn nauwelijks lichamelijke klachten - ook wel "de stille moordenaar" wordt genoemd. Ook bij Hepzibah Kousbroek bleef de besmetting jarenlang onopgemerkt, tot ze in 1989 ontdekt werd. Tien jaar na de diagnose bleek de schrijfster levercirrose te hebben. De strijd die ze moest leveren met deze ziekte heeft ze vastgelegd in het boek De onzichtbare vijand, een verhaal over het leven met een chronische ziekte. Het is een boek voor lotgenoten en voor alle lezers die zich in het onderwerp willen verdiepen.